# 宝庆寺塔
宝庆寺塔，又称华塔、花塔，位于陕西省西安市城南门内书院门街北侧。塔始建于唐文宗时期（827-840年），是原宝庆寺遗物，明、清屡经重修。现为陕西省文物保护单位。

## 历史
宝庆寺建于隋文帝仁寿（601-604年）初年，在当时大兴城安仁坊。唐文宗太和、开成年间以五色砖在寺内建塔，因五色似花，称宝庆华塔（“华”同“花”）。五代时殿宇毁于兵火，惟塔尚存。明景泰二年（1451年）移塔建寺于今址。清雍正元年（1723年）住僧文天又重修寺阁。中华人民共和国成立後曾进行整修，现建筑较为完整，1957年公布为陕西省文物保护单位。

## 建筑
宝庆寺塔六角七层，高约23米，内有石刻佛像和经幢等。塔东侧有景泰二年重修碑石一通。